# ローズ・グレゴリオ
ローズ・グレゴリオ（Rose Gregorio、1934年10月17日 - 2023年8月17日）は、アメリカ合衆国の女優。
2023年8月17日、肺炎のため97歳で亡くなった。

## 出演作品
- LAW & ORDER　クリミナル・インテント シーズン2
- ディープエンド・オブ・オーシャン（ロージーおばあちゃん）
- ＥＲ V　緊急救命室 第5シーズン（ヘレン・ハサウェイ）
- ザ・プラクティス／ボストン弁護士ファイル シーズン2
- ＥＲ IV　緊急救命室 第4シーズン（ヘレン・ハサウェイ）
- ＥＲ III　緊急救命室 第3シーズン（ヘレン・ハサウェイ）
- 希望の街
- 情事の突破口！／追いつめられたエリート弁護士の復讐
- 愛を覚えていますか
- 告白
- 泳ぐひと
- アイズ
- グッド・タイム